# Bangladesh Television
Bangladesh Television (bengalí: বাংলাদেশ টেলিভিশন), también conocida por el acrónimo BTV, es la empresa de televisión pública de Bangladés.

## Historia
Las emisiones de televisión en Bangladés comenzaron el 25 de diciembre de 1964. En aquella época, el actual país constituía la provincia de Pakistán Oriental y el servicio era gestionado por la televisión de Pakistán, que se había puesto en marcha un mes antes. Al término de la Guerra de Liberación de Bangladés en 1971, el estado declaró su independencia y el servicio fue nacionalizado bajo su nombre actual, Bangladesh Television (BTV). Desde 1975 los estudios centrales se encuentran en Rampura, Daca.
Los esfuerzos de BTV se centraron en asegurar la cobertura en todo el territorio nacional, así como en desarrollar el entretenimiento bangladesí. En 1975 se inauguraron unos nuevos estudios centrales en Rampura (Daca) y en 1980 comenzaron las emisiones en color. Con la irrupción de la televisión por satélite en los años 1990, el servicio tuvo que afrontar una caída de espectadores hacia los nuevos canales privados, así como las acusaciones de estar controlado en exceso por el gobierno. Desde 2004 opera un canal de televisión por satélite, BTV World.